# Wolfgang Praschak
Wolfgang Praschak (* 1949 in Wangen im Allgäu) ist ein deutscher Pädagoge.

## Leben
Von 1971 bis 1974 war er Grundschullehrer. Von 1976 bis 1979 war er Sonderschullehrer an einer Sonderschule für Körperbehinderte. Von 1979 bis 2002 war er Akademischer Rat am Fachbereich Erziehungswissenschaften der Universität Hannover (Lehrgebiet: Allgemeine und Integrative Behindertenpädagogik). Von 2002 bis 2014 war er Professor für Erziehungswissenschaft mit dem Schwerpunkt Lernen und Entwicklung bei Beeinträchtigungen der Bewegungsfähigkeit unter Berücksichtigung der Körperbehindertenpädagogik am Fachbereich Erziehungswissenschaft der Universität Hamburg.
Seine Forschungsschwerpunkte sind Pädagogik bei schwerster Behinderung, Entwicklungsstörungen in der frühen Kindheit, Körperarbeit in pädagogischen Prozessen, Theorie und Praxis der Bewegungstherapie und sozialgeschichtliche Grundlagen der Betreuung Körperbehinderter.

## Schriften (Auswahl)
- mit Franz Schönberger und Karlheinz Jetter: Grundlagen, Ethik, Therapie, Schwerstbehinderte. Stadthagen 1987, ISBN 3-89109-013-7.
- Sensumotorische Kooperation mit Schwerstbehinderten als Herausforderung für eine allgemeine Pädagogik. Hannover 1990, ISBN 3-922874-50-9.
- mit Peter Flosdorf und Otto Speck: Ich und Du. Dialog als Grundlage heilpädagogischen Handelns. Dokumentation der Fachtagung „Ich und Du“. Kiel 2004, ISBN 3-936649-06-5.